# As Ugly as They Wanna Be
As Ugly as They Wanna Be é o EP de estreia da banda Ugly Kid Joe, lançado em Junho de 1991.
Foi o primeiro EP a conseguir o disco de platina, certificado pela RIAA.
| Críticas profissionais                                                      | Críticas profissionais |
| Avaliações da crítica                                                       | Avaliações da crítica  |
| Fonte                                                                       | Avaliação              |
| --------------------------------------------------------------------------- | ---------------------- |
| allmusic                                                                    | [ 3 ]                  |
| Esta tabela precisa de ser acompanhada por texto em prosa. Consulte o guia. |                        |

## Faixas
1. "Madman" – 3:37
2. "Whiplash Liquor" – 3:40
3. "Too Bad" – 5:54
4. "Everything About You" – 4:14
5. "Sweet Leaf"/"Funky Fresh Country Club" – 7:31
6. "Heavy Metal" – 0:25

## Desempenho nas paradas musicais
| Parada musical (1992)            | Posição |
| -------------------------------- | ------- |
| Estados Unidos - Billboard 200   | 4       |
| Estados Unidos - Top Heatseekers | 2       |